# Roh Moo-hyun
Roh Moo-hyun (No Mu Hion), (kor. 노무현, ur. 1 września 1946 w Gimhae w prowincji Gyeongsang Południowy, zm. 23 maja 2009 w Yangsan) – polityk Korei Południowej, prezydent Republiki Korei od 25 lutego 2003 do 25 lutego 2008. 
W latach 80. XX wieku, będąc jeszcze na studiach, uczestniczył w ruchu demokratycznej opozycji i aktywnie protestował przeciwko dyktaturze wojskowej gen. Chun Doo-hwana. W okresie prezydentury podtrzymywał słoneczną politykę zbliżenia z komunistyczną Koreą Północną.
W 2004 prezydent Aleksander Kwaśniewski odznaczył go Orderem Orła Białego.

## Śmierć
23 maja 2009 w czasie wędrówki w górach popełnił samobójstwo, skacząc w przepaść o głębokości 20–30 metrów. Były szef jego kancelarii, Mun Jae-in, poinformował, iż były prezydent zostawił krótki list pożegnalny dla członków swojej rodziny. Jego treść została opublikowana i wskazuje, iż głównym motywem odebrania sobie życia była choroba, która – jak napisał w swym pożegnaniu – sprawiała, iż nie mógł już czytać ani pisać i stawał się tylko obciążeniem dla innych. Wielu komentatorów wiązało jednak jego śmierć z zarzutami o korupcję wysuwanymi wobec niego i członków jego rodziny. Jego pogrzeb miał buddyjski charakter. 